# Maintenant qu'il fait tout le temps nuit sur toi
 (janvier 2012).
Si vous disposez d'ouvrages ou d'articles de référence ou si vous connaissez des sites web de qualité traitant du thème abordé ici, merci de compléter l'article en donnant les références utiles à sa vérifiabilité et en les liant à la section « Notes et références ».
Cet article concerne le livre de Mathias Malzieu. Pour l'album musical associé, voir Monsters in love.
Maintenant qu'il fait tout le temps nuit sur toi est le deuxième livre et premier roman de Mathias Malzieu sorti le 2 mars 2005. Il a inspiré l'album Monsters in Love du groupe de rock Dionysos dont Mathias Malzieu est le chanteur.
Il s'agit d'un roman en partie autobiographique.

## Synopsis
L'histoire commence par le décès de la mère du narrateur, Mathias, un jeune homme d'une trentaine d'années. Le héros a du mal à affronter cet évènement et sur le parking de l'hôpital, dans les effets personnels de sa mère, il trouve une petite horloge bloquée sur 19h30 (l'heure de la mort), où il lit une petite phrase incantatoire... Cette phrase fait apparaître Jack, géant de 4,50 m et de 130 ans, aux jambes accordéon. Jack se dit « docteur en ombrologie » : sa spécialité est de soigner les gens atteints de deuil. Il donne au narrateur un morceau de son ombre, pour l'aider à se protéger et se reconstruire. Il l'invite à un voyage fantastique dans le pays des morts. Cette évasion dans l'imaginaire permettra à Mathias de passer d'un monde enfantin peuplé de super-héros rassurants au monde plus cru et cruel des adultes.

## Style
Dans une atmosphère onirique proche de celles de Tim Burton et Lewis Carroll, Mathias Malzieu signe un roman intimiste qui tient du conte d'initiation, à la fois drôle et émouvant. Tragique et tout en poésie, cette œuvre noire caractéristique de l'auteur, maniant à la perfection figures de style et registres de langue, dans un voyage sombre et féérique. Sur bien des aspects, ce livre préfigure La Mécanique du cœur, tant sur l'ambiance que sur la place des « mécaniques » ou que sur le nom des personnages.
Pour Les Inrockuptibles, ce roman est « irréel, cinglant, doux-amer et souvent absurde, dans la grande tradition des livres pour grands enfants, de Roald Dahl au précieux Tim Burton »[réf. nécessaire].